# Guro Reiten
Guro Reiten, née le 26 juillet 1994, est une footballeuse internationale norvégienne, qui joue au poste de milieu offensif au Chelsea FC.

## Biographie
Le 14 janvier 2014, Reiten fait ses débuts en équipe nationale A à l'âge de 21 ans, lors du match opposant la Norvège à l'Espagne. Elle remplace à la 63e minute Elise Thorsnes, après que cette dernière est égalisé au score (1-1) après la pause. La Norvège s'impose ainsi sur le score de 2 à 1 à la fin du temps réglementaire, bien que menée d'un but à la mi-temps.
Elle participe à l'Euro 2017. Le 2 mai 2019, elle est appelée pour la Coupe du monde 2019.

## Palmarès

### En club
Chelsea FC
- Vainqueur du championnat d'Angleterre en 2021, 2023, 2024 et 2025
- Vainqueur de la FA Cup en 2023 et 2025 .
- Finaliste de la Coupe de la Ligue anglaise féminine en 2024

### Distinctions individuelles
- Membre de l'équipe type de Women's Super League en 2023[4]